# Syntheosciurus brochus
O Syntheosciurus brochus é uma espécie quase desconhecida de esquilo florestal, que só vive na Costa Rica e Panamá. Ele pode ser encontrada nas florestas tropicais de montanhas a uma altitude entre 1 900 e 2 600 metros, e vive principalmente nas copas das árvores, mas às vezes no chão da floresta. Um dos seus habitats está no cume do vulcão Poás, na Costa Rica, em uma floresta de Clusia que é quase inacessível para os humanos.

## Descrição
A cabeça do esquilo e o corpo medem 15 centímetros, com uma cauda de 13 cm. Tem uma parte traseira da marrom-azeitona e uma barriga vermelho-alaranjado. Devido à forma de seu crânio e dentes, a espécie foi separada do gênero de típicos esquilos florestais, Sciurus, para seu próprio (monotípico) gênero Syntheosciurus.
- Este artigo foi inicialmente traduzido, total ou parcialmente, do artigo da Wikipédia em inglês cujo título é «Bangs's Mountain Squirrel», especificamente desta versão.